# Rosa Cortés
Rosa Cortés (c. 1726, Vélez-Rubio, Almeria, Regne de Granada - ?) va ser una dona gitana que va encapçalar una fugida de la Casa de la Misericòrdia de Saragossa que va tenir lloc el 1753. La seva figura ha estat reivindicada en els darrers anys per una plataforma en defensa de la memòria gitana que duu el seu nom.

## Fets històrics
Rosa Cortés va ser una de les gitanes capturades durant la Gran Batuda de 1749, que va ser ordenada pel marquès de l'Ensenada amb la intenció d'eliminar el poble gitano del territori espanyol. En aquell moment Cortès estava casada amb Ginés Fernández, que va ser destinat a l'arsenal de La Carraca. Possiblement, el marit va morir en el trasllat entre aquest arsenal gadità i el del Ferrol el 1752, perquè un any més tard, el 1753, Rosa Cortés ja es declarava vídua.
Durant el 1749 va ser traslladada del seu poble fins a Almeria, on va ser reclusa juntament amb dones i infants menors de 7 anys a l'alcasaba de la ciutat. Posteriorment la van desplaçar a l'Alhambra de Granada i a Màlaga, on el marquès de l'Ensenada volia crear un dipòsit de dones, és a dir, un lloc de concentració perquè les gitanes esperessin el seu destí definitiu. Després de dos anys de reclusió es va prendre la decisió de traslladar totes les dones dipositades a Màlaga i a Palència a la Casa de la Misericòrdia de Saragossa. Aquest viatge es va fer amb vaixell, carretes i a peu.
La Casa de la Misericòrdia saragossana va habilitar una nova galeria per acollir les recluses, però quan van arribar els combois de dones aquestes es van negar a entrar-hi i van decidir quedar-se al pati a causa de les condicions insalubres del barracons.
Les recluses van protagonitzar diversos intents de fuga. El més destacat va ser el del gener de 1753, encapçalat per Rosa Cortés, que va obrir un forat a la paret de la sala que féien servir com a dormitori fent servir un clau i aigua. 52 gitanes van fugir de la seva presó, però gairebé totes van ser detingudes posteriorment perquè un soldat les va descobrir. Cortés va ser una de les detingudes.
Després del 31 de març de 1753 no hi ha més dades sobre ella.

## Reconeixement
L'any 2019 es va crear la Plataforma Rosa Cortés per reivindicar la seva figura i també la de totes les dones que van patir la Gran Batuda.
La història de la fugida de la Casa de la Misericòrdia de Saragossa encapçalada per Rosa Cortés va ser inclosa al llibre Resistencias Gitanas dels activistes Silvia Agüero i Nicolás Jiménez.